# Život na vagi (7. sezona)
Život na vagi 2023 je bila sedma sezona hrvatskog reality showa Život na vagi na RTL-u. Show je kreiran prema američkoj licenci showa The Biggest Loser. Sezona je s emitiranjem započela 4. rujna 2023. u 21  sat te je emitiranje nastavljeno ponedjeljkom i utorkom u 21 sat, a u završnici sezone i srijedom. Emisija ju moguće premijerno pogledati 24 sata prije emitiranja na televiziji na RTL-ovom streaming portalu Voyo. Finalna epizoda bila je dostupna od 3. siječnja 2024. na streaming portalu Voyo, a televizijska premijera bila je 4. siječnja 2024. godine.
Glavni pobjednik sezone s 46,1 % izgubljene tjelesne mase je Mislav Šepić, a pobjednik iz konkurencije nefinalista je Pero Jukić s 36,5 % izgubljene tjelesne mase.
Glavna nagrada ove sezone iznosila je 20.000 eura dok pobjednik nefinalista osvojio 7.500 eura.

## Sudionici emisije

### Voditeljica
- Marijana Batinić

### Treneri i stručni suradnici
- Mirna Čužić – profesionalna trenerica
- Edin Mehmedović – profesionalni trener
- Martina Linarić – nutricionistica
- Anita Margić – profesionalna kuharica
- Mara Šimunović – doktorica psihologije
- Ilijana Vujnović – učiteljica yoge

### Sportski gosti
- Andrej Vištica – profesionalni triatlonac
- Lucija Zaninović – gost, profesionalna tekvandoistica
- Ana Zaninović – gost, profesionalna tekvandoistica
- Valent Sinković – gost, profesionalni veslač
- Martin Sinković – gost, profesionalni veslač

### Liječnički tim
- Petar Brlek, dr. med. – centar za preciznu i preventivnu medicinu
- Dario Jelić, dr. med. – specijalist interne medicine, uži specijalist kardiologije
- Mr. sc. Danijela Klarić, dr. med. – specijalist fizikalne medicine i rehabilitacije
- Prof. dr. sc., Igor Borić, dr. med. – primatijus, specijalist radiologije, ravnatelj privatne bolnice
- Dr. sc. Tihomir Grgić – spec. opće i digestivne kirurgije
- Stipe Ćorluka, dr. med. – specijalist ortopedije i traumatologije
- Jadranka Primorac – operativna direktorica i članica upravnog vijeća privatne bolnice

## Kandidati
| Boja | Značenje boje u tablicama |
| ---- | ------------------------- |
|      | glavni pobjednik          |
|      | finalisti                 |
|      | pobjednik nefinalist      |

Na početku showa, u kuću je ušlo 16 kandidata, osam muškaraca i osam žena te su podijeljeni u dva tima, plavi – koji vodi trenerica Mirna te crveni – koji vodi trener Edin.

Ljube i Goran Bartulović, bračni su par koji su pozvani za ponovno sudjelovanje nakon sudjelovanja i u drugoj sezoni istoga showa.
| Kandidat             | Mjesto        | Dob | Kg        | Kg       | Kg       | %       | Status                         |
| Kandidat             | Mjesto        | Dob | U prijavi | Prvo     | Finalno  | %       | Status                         |
| -------------------- | ------------- | --- | --------- | -------- | -------- | ------- | ------------------------------ |
| Mislav Šepić         | Velika Gorica | 37  | 166,0 kg  | 171,0 kg | 92,2 kg  | –46,1 % | pobjednik sezone               |
| Goran Bartulović     | Kaštel Novi   | 39  | n/n       | 155,9 kg | 84,4 kg  | –45,9 % | drugoplasiran                  |
| Nina Bandić          | Sinj          | 26  | 133,0 kg  | 136,2 kg | 73,9 kg  | –45,7 % | trećeplasirana                 |
| Silvija Temšić       | Ladinec       | 27  | 129,0 kg  | 129,1 kg | 72,3 kg  | –44,0 % | četvrtoplasirana               |
| Mislav Vlašić        | Zagreb        | 28  | 190,0 kg  | 213,5 kg | 124,6 kg | –41,6 % | petoplasiran                   |
| Dajana Milevoj       | Labin         | 26  | 180,0 kg  | 176,8 kg | 115,6 kg | –34,6 % | 12. eliminiran/a               |
| Martin Jakubovski    | Vukovar       | 21  | 159,7 kg  | 161,0 kg | 112,0 kg | –30,4 % | 11. eliminiran/a               |
| Jure Dundović        | Zadar         | 28  | 140,0 kg  | 144,8 kg | 112,0 kg | –32,5 % | 10. eliminiran/a               |
| Marie Pascale Bančić | Vrbovac       | 50  | 140,0 kg  | 117,9 kg | 97,5 kg  | –25,3 % | 9. eliminiran/a                |
| Pero Jukić           | Zagreb        | 47  | 170,0 kg  | 180,5 kg | 114,6 kg | –36,5 % | 8. el. / pobjednik nefinalista |
| Marsela Karamatić    | Velika Gorica | 27  | 170,0 kg  | 173,9 kg | 127,3 kg | –26,8 % | 1. i 7. eliminiran/a           |
| Krunoslav Šuvak      | Lipik         | 32  | 201,0 kg  | 202,8 kg | n/n      | n/n     | 6. eliminiran/a                |
| Ljube Bartulović     | Kaštel Novi   | 33  | n/n       | 193,6 kg | 144,3 kg | –25,5 % | 5. eliminiran/a                |
| Leonardo Prajo       | Dugo Selo     | 24  | 185,0 kg  | 188,3 kg | 139,6 kg | –25,9 % | 4. eliminiran/a                |
| Irena Pušec          | Donja Stubica | 48  | 173,0 kg  | 169,9 kg | 138,8 kg | –18,3 % | 3. eliminiran/a                |
| Anđela Akrap         | Dubrovnik     | 32  | 114,0 kg  | 116,3 kg | n/n      | n/n     | 2. eliminiran/a                |

## Tijek televizijskog emitiranja
| Boja | Značenje boje u tablicama             |
| ---- | ------------------------------------- |
|      | prvi timovi: crveni tim (trener Edo)  |
|      | prvi timovi: plavi tim (trener Mirna) |
|      | najveći gubitnik tjedna               |
|      | najmanji gubitnik tjedna              |
|      | finalisti                             |
|      | glavni pobjednik                      |
|      | pobjednik nefinalist                  |

Epizoda 1, 4. rujna 2023. – Predstavljanje kandidata i prvo vaganje.
Epizoda 2, 5. rujna 2023. – Predstavljanje kandidata i prvo vaganja. Igra 1: "Preko vode do Života na vagi" kao ulazak u sedmu sezonu showa, a ispunili su je svi kandidati. Predstavljen izazov: biti grupno isti ili bolji na prvom vaganju od prosjeka gubitka kilograma kandidata prethodnih šest sezona od –3,9 %. U slučaju ostvarenja izazova nitko ne izlazi iz showa u prvom tjednu, a u slučaju gubitka jedan kandidat izlazi nakon prvog tjedna boravka u kući. 
Epizoda 3, 11. rujna 2023. – Prvi trening. Podjela u timove – crveni i plavi. Igra 2: "Sto slatkih zalogaja" – pobjednik koji pojede najviše kalorija, osvaja nagradu spasa za sebe ili bilo kojeg drugog kandidata na bilo kojem vaganju. Pobjednik izazova je Jure. Dobivenu narukvicu imuniteta iskorištava u sedmoj epizodi za Dajanu. Upoznavanje s nutricionisticom Martinom koja predstavlja prethodne navike i buduća prehrambena pravila života u showu.
Epizoda 4, 12. rujna 2023. – Izazov 1: "Kroz blato". Svaki kandidat koji je prošao kroz poligon za manje od 3 minute i 30 sekundi umanjio je cilj ciklusa (–3,9 %) za –0,1 % te je shodno rezultatima novi cilj ciklusa nakon izazova ukupni gubitak kilograma svih kandidata sedme sezone –2,9 % tjelesne mase na vaganju nakon prvog tjedna. U izazovu je najbrži bio Martin (2:02), slijede ga Leonardo (2:03), Nina (2:08), Pero (2:22), Jure (2:25), Anđela (2:27), Goran (2:27), Silvija (2:31), Mislav Š. (2:38) te Dajana (3:13). Izazov nisu prošli Kruno (3:38), Mislav V. (4:43), Marsela (4:44), Marie (4:56) te Ljube (5:00). Irena nije sudjelovala u izazovu zbog zdravstvenog stanja. Posljednji trening uoči vaganja nakon prvog tjedna boravka u kući.
Epizoda 5, 18. rujna 2023. – Vaganje nakon prvog tjedna boravka u kući. 
| Period / Tim        | Plavi tim (trener Mirna) | Plavi tim (trener Mirna) | Plavi tim (trener Mirna) | Crveni tim (trener Edo) | Crveni tim (trener Edo) | Crveni tim (trener Edo) | Zajednički rezultat  | Zajednički rezultat | Zajednički rezultat |
| Početno stanje (kg) | 1289,9                   | 1289,9                   | 1289,9                   | 1341,6                  | 1341,6                  | 1341,6                  | 2631,5               | 2631,5              | 2631,5              |
| Tjedan 1            | Trenutno stanje (kg)     | +/–                      | %                        | Trenutno stanje (kg)    | +/–                     | %                       | Trenutno stanje (kg) | +/–                 | %                   |
| Tjedan 1            | 1248,3                   | –41,6                    | –3,2 %                   | 1304,3                  | –37,3                   | –2,8 %                  | 2552,6               | –78,9               | –3,0 %              |

Epizoda 6, 19. rujna 2023. – Vaganje nakon prvog tjedna boravka u kući. Cilj prvog vaganja je biti bolji od –2,9 % tjelesne mase svih kandidata, a rezultatom od –3,0 % nitko neće napustiti show u prvom tjednu emitiranja. Izazov 2: "Guranje bala sijena".
Epizoda 7, 25. rujna 2023. – Završetak izazova "Guranje bala sijena". Bolji tim, koji je pobijedio u izazovu ima pravo odabrati jednog člana iz suprotnog tima čiji rezultat će biti izuzet na idućem vaganju pri izračunu prosjeka tima. Crveni tim pobjeđuje te iz timskog rezultata ima pravo oduzeti rezultat jednog od kandidata iz suprotnog tima.  
Epizoda 8, 26. rujna 2023. – Vaganje. Crveni tim skinuo je više kilograma te se promatra crvena linija plavog tima. Crveni tim pobjeđuje te iz timskog rezultata oduzima rezultat Jure prema izboru suprotnog tima. U plavom timu najlošija je Dajana koja bi trebala napustiti show, no Jure koristi ogrlicu imuniteta te ju spašava od eliminacije.  
| Period / Tim | Plavi tim (trener Mirna) | Plavi tim (trener Mirna) | Plavi tim (trener Mirna) | Plavi tim bez rezultata Jure | Plavi tim bez rezultata Jure | Plavi tim bez rezultata Jure | Crveni tim (trener Edo) | Crveni tim (trener Edo) | Crveni tim (trener Edo) | Zajednički rezultat  | Zajednički rezultat | Zajednički rezultat |
| Tjedan 1     | 1248,3                   | 1248,3                   | 1248,3                   | 1248,3                       | 1248,3                       | 1248,3                       | 1304,3                  | 1304,3                  | 1304,3                  | 2631,5               | 2631,5              | 2631,5              |
| Tjedan 2     | Trenutno stanje (kg)     | +/–                      | %                        | Trenutno stanje (kg)         | +/–                          | %                            | Trenutno stanje (kg)    | +/–                     | %                       | Trenutno stanje (kg) | +/–                 | %                   |
| Tjedan 2     | 1224,5                   | –23,8                    | –1,9 %                   | 1088,1                       | –21,0                        | –1,7 %                       | 1275,5                  | –28,8                   | –2,2 %                  | 2552,6               | –78,9               | –3,0 %              |

Epizoda 9, 2. listopada 2023. – Grupni trening i razgovori po timovima. Trening. Izazov 3: "Punjenje vode". Nagrada u izazovu je prednost tima od 2 kg na vaganju. Pobjedu odnosi plavi tim te ostvaruje nagradu. 
Epizoda 10, 3. listopada 2023. – Igra 3: "Blic test namirnica". Tim s najviše pogođenih namirnica koje su podijeljene u zdrave i nezdrave osvaja prednost od 1 kg na vaganju. Pobjedu odnosi crveni tim rezultatom 63–59. Kako je u Izazovu "Punjenje vode" pobijedio plavi tim, a u Igri "Blic test namirnica" crveni, plavi tim će imati prednosti 1 kg na vaganju. Zadnji trening prije vaganja na kraju trećeg tjedna. Vaganje plavog tima. 
Epizoda 11, 9. listopada 2023. – Vaganje crvenog tima i eliminacija jednog natjecatelja crvenog tima jer u konačnici timski rezultat crvenih je lošiji od plavog tima. Ispod žute linije nalaze se Ljube, Mislav V. i Marsela, a ostatak tima odlučuje o kandidatu koji prvi napušta show. Prva osoba koja je izglasana i eliminirana je Masela. Trening. 
| Period / Tim | Plavi tim (trener Mirna) | Plavi tim (trener Mirna) | Plavi tim (trener Mirna) | Plavi tim uz prednost 2kg | Plavi tim uz prednost 2kg | Plavi tim uz prednost 2kg | Crveni tim (trener Edo) | Crveni tim (trener Edo) | Crveni tim (trener Edo) | Crveni tim uz prednost 1kg | Crveni tim uz prednost 1kg | Crveni tim uz prednost 1kg | Zajednički rezultat  | Zajednički rezultat | Zajednički rezultat |
| Tjedan 2     | 1224,5 kg                | 1224,5 kg                | 1224,5 kg                | 1224,5 kg                 | 1224,5 kg                 | 1224,5 kg                 | 1275,5                  | 1275,5                  | 1275,5                  | 1275,5                     | 1275,5                     | 1275,5                     | 2552,6               | 2552,6              | 2552,6              |
| Tjedan 3     | Trenutno stanje (kg)     | +/–                      | %                        | Trenutno stanje (kg)      | +/–                       | %                         | Trenutno stanje (kg)    | +/–                     | %                       | Trenutno stanje (kg)       | +/–                        | %                          | Trenutno stanje (kg) | +/–                 | %                   |
| Tjedan 3     | 1195,7                   | –28,8                    | –2,4 %                   | 1193,7                    | –30,8                     | –2,5 %                    | 1245,6                  | –29,9                   | –2,3 %                  | 1244,6                     | –30,9                      | –2,4 %                     | 2441,3               | –111,3              | –4,4 %              |

Epizoda 12, 10. listopada 2023. – Izazov 4: "Sakupljanje otpada". Nagrada: članovi pobjedničkog tima imaju pravo odabira protiv koga će se članovi pobjedničkog tima natjecati u sakupljanju bodova u borbi timova. Pobjednik izazova je plavi tim. Konzultacije s profesionalnom kuharicom Anitom Margić. Završni trening prije vaganja. 
Epizoda 13, 16. listopada 2023. – Vaganje. Crveni tim ostvaruje lošiji timski rezultat na vaganju te između sebe biraju osobu koja će napustiti show. Kandidati crvenog tima izbacuje Anđelu. 
| Period / Tim | Plavi tim (trener Mirna) | Plavi tim (trener Mirna) | Plavi tim (trener Mirna) | Crveni tim (trener Edo) | Crveni tim (trener Edo) | Crveni tim (trener Edo) | Zajednički rezultat  | Zajednički rezultat | Zajednički rezultat |
| Tjedan 3     | 1195,7                   | 1195,7                   | 1195,7                   | 1080,2                  | 1080,2                  | 1080,2                  | 2275,9               | 2275,9              | 2275,9              |
| Tjedan 4     | Trenutno stanje (kg)     | +/–                      | %                        | Trenutno stanje (kg)    | +/–                     | %                       | Trenutno stanje (kg) | +/–                 | %                   |
| Tjedan 4     | 1173,9                   | –21,8                    | –1,8 %                   | 1067,8                  | –12,4                   | –1,1 %                  | 2241,7               | –34,2               | –1,5 %              |

Epizoda 14, 17. listopada 2023. – Pobjedom plavog tima u četvrtom izazovu, izabrali su protivnike za vaganje u parovima. Trening. Konzultacije sa psihologicom. Izazov 5: "Brdska štafetna utrka". Nagrada: 1 kg prednosti na vaganju jednom članu tima u sljedećem vaganju. Pobjedom crvenog tima, imaju mogućnost biranja koji kandidat će dobiti –1 kg na vaganju, a odabrali su Silviju. 
Epizoda 15, 23. listopada 2023. – Trening. Igra 4: "Osvježavajući izazov" u ispijanju sokova. Odvija se u parovima kao i vaganje, a osoba iz para koja više popije, ostvaruje prednost od –0,3 kg na vaganju u tom duelu vaganja parova. Pobjednici parova bili su Jure (4 pića), Nina, Goran, Krunoslav (3 pića) i Martin (2 pića), a u paru Pero i Leonardo isto su popili te nitko ne osvaja prednost. Vaganje.
| Period / Tim | Plavi tim (trener Mirna) | Plavi tim (trener Mirna) | Plavi tim (trener Mirna) | Plavi tim (trener Mirna) | Crveni tim (trener Edo) | Crveni tim (trener Edo) | Crveni tim (trener Edo) | Crveni tim (trener Edo) |
| Period / Tim | Ime                      | Kg                       | %                        | Bodovi                   | Ime                     | Kg                      | %                       | Bodovi                  |
| Tjedan 4     | Jure                     | 130,4                    | –2,8 %                   | 1                        | Mislav V.               | 195,8                   | –2,7 %                  | 0                       |
| Tjedan 5     | Jure                     | 126,7                    | –2,8 %                   | 1                        | Mislav V.               | 190,6                   | –2,7 %                  | 0                       |
| Tjedan 5     | Jure (–0,3 kg)           | 126,4                    | –3,1 %                   | 1                        | Mislav V.               | 190,6                   | –2,7 %                  | 0                       |
| Tjedan 4     | Nina                     | 120,5                    | –2,7 %                   | 0                        | Silvija                 | 117,4                   | –4,0 %                  | 1                       |
| Tjedan 5     | Nina                     | 117,2                    | –2,7 %                   | 0                        | Silvija                 | 112,7                   | –4,0 %                  | 1                       |
| Tjedan 5     | Nina (–0,3 kg)           | 116,9                    | –3,0 %                   | 0                        | Silvija (–1 kg)         | 111,7                   | –4,9 %                  | 1                       |
| Tjedan 4     | Irena i Marie            | 265,3                    | –2,0 %                   | 0                        | Goran                   | 140,2                   | –4,0 %                  | 1                       |
| Tjedan 5     | Irena i Marie            | 260,3                    | –2,0 %                   | 0                        | Goran                   | 134,6                   | –4,0 %                  | 1                       |
| Tjedan 5     | Irena i Marie            | 260,3                    | –2,0 %                   | 0                        | Goran (–0,3 kg)         | 134,3                   | –4,2 %                  | 1                       |
| Tjedan 4     | Martin                   | 148,3                    | –3,1 %                   | 1                        | Mislav Š.               | 157,8                   | –2,9 %                  | 0                       |
| Tjedan 5     | Martin                   | 143,7                    | –3,1 %                   | 1                        | Mislav Š.               | 153,2                   | –2,9 %                  | 0                       |
| Tjedan 5     | Martin (–0,3 kg)         | 143,4                    | –3,3 %                   | 1                        | Mislav Š.               | 153,2                   | –2,9 %                  | 0                       |
| Tjedan 4     | Dajana i Kruno           | 348,4                    | –2,3 %                   | 0                        | Ljube                   | 180,0                   | –2,4 %                  | 1                       |
| Tjedan 5     | Dajana i Kruno           | 340,7                    | –2,3 %                   | 0                        | Ljube                   | 175,6                   | –2,4 %                  | 1                       |
| Tjedan 5     | Dajana i Kruno (–0,3 kg) | 340,4                    | –2,3 %                   | 0                        | Ljube                   | 175,6                   | –2,4 %                  | 1                       |
| Tjedan 4     | Pero                     | 161,0                    | –2,9 %                   | 0                        | Leonardo                | 168,9                   | –3,7 %                  | 1                       |
| Tjedan 5     | Pero                     | 156,3                    | –2,9 %                   | 0                        | Leonardo                | 162,6                   | –3,7 %                  | 1                       |
| Zbroj bodova | 2                        | 2                        | 2                        | 2                        | 4                       | 4                       | 4                       | 4                       |

| Period / Tim | Plavi tim (trener Mirna) | Plavi tim (trener Mirna) | Plavi tim (trener Mirna) | Crveni tim (trener Edo) | Crveni tim (trener Edo) | Crveni tim (trener Edo) | Zajednički rezultat  | Zajednički rezultat | Zajednički rezultat |
| Tjedan 4     | 1173,9                   | 1173,9                   | 1173,9                   | 960,1                   | 960,1                   | 960,1                   | 2134,0               | 2134,0              | 2134,0              |
| Tjedan 5     | Trenutno stanje (kg)     | +/–                      | %                        | Trenutno stanje (kg)    | +/–                     | %                       | Trenutno stanje (kg) | +/–                 | %                   |
| Tjedan 5     | 1144,9                   | –29,0                    | –2,5 %                   | 929,3                   | –30,8                   | –3,2 %                  | 2074,2               | –59,8               | –2,8 %              |

Epizoda 16, 24. listopada 2023. – Nastavak vaganja te odluka o eliminaciji unutar plavog tima. Ispod žute linije nalaze se Pero, Nina, Marie, Krunoslav, Dajana i Irena, a plavi tim između sebe eliminira Irenu. Trening.
Epizoda 17, 30. listopada 2023. – Izazov 6: "Veslanje". Pobjednički tim, plavi, osvaja dva kilograma prednosti na vaganju. Igra 5: "Dvoboj kapetana" u kojem se Martin iz plavog tima i Goran iz crvenog tima bore za imunitet koji mogu osvojiti za sebe i nekog iz svojeg tima. U igri pobjeđuje Goran te svoj imunitet na idućem vaganju daje Ljubi. 
Epizoda 18, 31. listopada 2023. – Vaganje. O ispadanju odlučuje žuta linija ispod koje će se nalaziti svi kandidati gubitničkog tima osim kandidata s najboljim rezultatom. Crveni tim gubi timsko vaganje te su ugroženi svim osim Dajane koja ima najbolji rezultat u timu. Međusobnim glasovanjem izbacuju Leonarda.
| Period / Tim | Plavi tim (trener Mirna) | Plavi tim (trener Mirna) | Plavi tim (trener Mirna) | Plavi tim uz prednost 2kg | Plavi tim uz prednost 2kg | Plavi tim uz prednost 2kg | Crveni tim (trener Edo) | Crveni tim (trener Edo) | Crveni tim (trener Edo) | Zajednički rezultat  | Zajednički rezultat | Zajednički rezultat |
| Tjedan 5     | 991,6                    | 991,6                    | 991,6                    | 991,6                     | 991,6                     | 991,6                     | 929,3                   | 929,3                   | 929,3                   | 1920,9               | 1920,9              | 1920,9              |
| Tjedan 6     | Trenutno stanje (kg)     | +/–                      | %                        | Trenutno stanje (kg)      | +/–                       | %                         | Trenutno stanje (kg)    | +/–                     | %                       | Trenutno stanje (kg) | +/–                 | %                   |
| Tjedan 6     | 970,7                    | –20,9                    | –2,1 %                   | 968,7                     | –22,9                     | –2,3 %                    | 915,1                   | –14,2                   | –1,5 %                  | 1885,8               | –35,1               | –1,8 %              |

Epizoda 19, 6. studenog 2023. – Tjedan bez trenera. Izazov 7: "Triatlon". Nagrada je ispunjenje želje jednom pobjedniku po timu. U plavom timu pobjeđuje Martin te odabire video–poziv, a u crvenom timu Goran koji želi povratak Marsele u show. Trening s profesionalnim sportašima: Lucija Zaninović i Ana Zaninović te Valentom Sinkovićem i Martinom Sinkovićem.
Epizoda 20, 7. studenog 2023. – Trening. Vaganje. Gubitnički tim ide u eliminaciju, a žuta linija nalazi se iznad svih kandidata koji su u proteklom tjednu izgubili manje od 2 % tjelesne mase.
Epizoda 21, 13. studenoga 2023. – Nastavak vaganja. Crveni tim gubi u borbi timova na vaganju te svi ispod 2 % gubitka tjelesne mase ulaze u proces eliminacije i ovise o žutoj liniji i timu. Crveni tim je glasanjem izabrao Ljube te ona napušta show. Prema Goranovoj želji iz nagrade Izazova 7, Masela se vratila u crveni tim u kojem je bila i prije. U osmom tjednu, od 5 do 22 sata mjerit će se broj koraka kandidata. Ako 12 kandidata do vaganja sakupi 5 milijuna koraka, nitko ne napušta show, no ako ne uspiju, crvena linija izbacuje dva kandidata – jednog iz plavog i jednog iz crvenog tima. Na Nininu želju, prelazi iz plavog u crveni tim.
| Period / Tim | Plavi tim (trener Mirna) | Plavi tim (trener Mirna) | Plavi tim (trener Mirna) | Crveni tim (trener Edo) | Crveni tim (trener Edo) | Crveni tim (trener Edo) | Zajednički rezultat  | Zajednički rezultat | Zajednički rezultat |
| Tjedan 6     | 970,7                    | 970,7                    | 970,7                    | 755,0 kg                | 755,0 kg                | 755,0 kg                | 1725,7               | 1725,7              | 1725,7              |
| Tjedan 7     | Trenutno stanje (kg)     | +/–                      | %                        | Trenutno stanje (kg)    | +/–                     | %                       | Trenutno stanje (kg) | +/–                 | %                   |
| Tjedan 7     | 953,0                    | –17,7                    | –1,8 %                   | 742,7                   | –12,3                   | –1,6 %                  | 1695,7               | –30,0               | –1,7 %              |

Epizoda 22, 14. studenog 2023. – Izazov 8: "Nošenje trenera". Potrebno je prenijeti trenera 500m u 10 minuta. Nagrada je smanjenje 5 milijuna na 4 milijuna korak ako oba tima uspiju ostvariti zadatak. Oba tima su uspjela te je cilj ciklusa smanjen s 5 na 4 milijuna koraka. Trening. Šetnja.
Epizoda 23, 20. studenog 2023. – Vaganje. Crvena i broj koraka odlučuje tko napušta show. Ispod crvene linije su Krunoslav i Mislav V. no kandidati su uspješno sakupili više od 4 milijuna koraka tijekom jednog tjedna te niti Krunoslav niti Mislav V ne napuštaju show.
| Period / Tim | Plavi tim (trener Mirna) | Plavi tim (trener Mirna) | Plavi tim (trener Mirna) | Crveni tim (trener Edo) | Crveni tim (trener Edo) | Crveni tim (trener Edo) | Zajednički rezultat  | Zajednički rezultat | Zajednički rezultat |
| Tjedan 7     | 953,0                    | 953,0                    | 953,0                    | 728,9                   | 728,9                   | 728,9                   | 1681,9               | 1681,9              | 1681,9              |
| Tjedan 8     | Trenutno stanje (kg)     | +/–                      | %                        | Trenutno stanje (kg)    | +/–                     | %                       | Trenutno stanje (kg) | +/–                 | %                   |
| Tjedan 8     | 941,0                    | –12,0                    | –1,3 %                   | 723,8                   | –5,1                    | –0,7 %                  | 1664,8               | –17,1               | –1,0 %              |

| Kandidat              | Prosječan broj koraka | Ukupan broj koraka |
| --------------------- | --------------------- | ------------------ |
| Dajana                | 55840                 | 355041             |
| Marie                 | 56013                 | 336078             |
| Nina                  | 53662                 | 321969             |
| Silvija               | 61251                 | 367505             |
| Jure                  | 56850                 | 341100             |
| Mislav Š.             | 63213                 | 379280             |
| Mislav V.             | 57541                 | 345244             |
| Pero                  | 47736                 | 286413             |
| Krunoslav             | 43.974                | 263.843            |
| Martin                | 61717                 | 370302             |
| Goran                 | 63.519                | 381.111            |
| Marsela               | 52447                 | 314682             |
| UKUPNO                | UKUPNO                | 4 042 568          |
| Ukupno po timu        | 2 274 746             | 1 787 822          |
| Prosjek po članu tima | 324 963               | 357 564            |

Epizoda 24, 21. studenog 2023. – Trening. Druženje s prijateljima i obitelji. Izazov 9: "Uspon na planinu šljunka". Nagrada je prednost od 2 kg na idućem vaganju timu koji prvi završi izazov, a osvojio ju je crveni tim.
Epizoda 25, 27. studenog 2023. – Konzultacije s nutricionisticom i trenerima. Trening. Vaganje.
Epizoda 26, 28. studenog 2023. – Nastavak vaganja. Na vaganju plavi tim gubi od crvenog tima te međusobnim glasovanjem, bez crvene ili žute linije, plavi tim izbacuje Krunoslava. Trening.
| Period / Tim | Plavi tim (trener Mirna) | Plavi tim (trener Mirna) | Plavi tim (trener Mirna) | Crveni tim (trener Edo) | Crveni tim (trener Edo) | Crveni tim (trener Edo) | Crveni tim uz prednost 2 kg | Crveni tim uz prednost 2 kg | Crveni tim uz prednost 2 kg | Zajednički rezultat  | Zajednički rezultat | Zajednički rezultat |
| Tjedan 8     | 829,8                    | 829,8                    | 829,8                    | 835,0                   | 835,0                   | 835,0                   | 835,0                       | 835,0                       | 835,0                       | 1664,8               | 1664,8              | 1664,8              |
| Tjedan 9     | Trenutno stanje (kg)     | +/–                      | %                        | Trenutno stanje (kg)    | +/–                     | %                       | Trenutno stanje (kg)        | +/–                         | %                           | Trenutno stanje (kg) | +/–                 | %                   |
| Tjedan 9     | 808,5                    | –21,3                    | –2,6 %                   | 805,8                   | –29,2                   | –3,5 %                  | 803,8                       | –31,2                       | –3,7 %                      | 1614,3               | –50,5               | –3,0 %              |

Epizoda 27, 4. prosinca 2023. – Izazov 10: "Povlačenje kamp kućica". Osoba koje uspješno izvrši zadatak, dobiva nagradu druženja s rodbinom i prijateljima. Promjena lokacije showa – selidba u dvorac. Upoznavanje s vlastitim promjena na tijelu od ulaska u show.
Epizoda 28, 5. prosinca 2023. – Vaganje. Crveni tim gubi na grupnom vaganju, a najlošiji kandidat tima, Marsela, ponovno izlazi iz kuće. Nakon ovog vaganja timovi više ne postoje. 
| Period / Tim | Plavi tim (trener Mirna) | Plavi tim (trener Mirna) | Plavi tim (trener Mirna) | Crveni tim (trener Edo) | Crveni tim (trener Edo) | Crveni tim (trener Edo) | Zajednički rezultat  | Zajednički rezultat | Zajednički rezultat |
| Tjedan 9     | 639,8                    | 639,8                    | 639,8                    | 805,8                   | 805,8                   | 805,8                   | 1445,6               | 1445,6              | 1445,6              |
| Tjedan 10    | Trenutno stanje (kg)     | +/–                      | %                        | Trenutno stanje (kg)    | +/–                     | %                       | Trenutno stanje (kg) | +/–                 | %                   |
| Tjedan 10    | 627,6                    | –12,2                    | –1,9 %                   | 791,5                   | –14,3                   | –1,8 %                  | 1419,1               | –26,5               | –1,8 %              |

Epizoda 29, 11. prosinca 2023. – Promjena lokacije, odlazak u NP Brijuni.Trening. Izazov 11: "Stabilnost na prizmi". Osoba koja uspješno najduže izdrži na prizmi, osvaja osobni imunitet na idućem vaganju. Pobjednica je Silvija. 
Epizoda 30, 12. prosinca 2023. – Igra 6: "Potpaljene lopti". Osoba koja uspješno najduže izdrži s dvije potopljene lopte ispod vrha mora, osvaja –0,5 kg na idućem vaganju. Pobjednik je Pero. Vaganje. O osobi koja ispada odlučuju kandidati, a na izbor imaju između tri najlošija rezultata kandidata ispod žute linije. 
Epizoda 31, 13. prosinca 2023. – Nastavak vaganja. Tri najlošija kandidata ispod žute linije su Martin, Pero i Marie, a Pero je dobio najviše glasova drugih kandidata te je izbačen iz borbe za glavnog pobjednika showa. 
Epizoda 32, 18. prosinca 2023. – Izazov 12: "Hvatanje zastavice". Nagrada je –1,5 kg prednosti na idućem vaganju, a osvaja ju Dajana. Edukacija. 
Epizoda 33, 19. prosinca 2023. – Vaganje. Marie i Nina nalaze se ispod crvene linije s –1,1 % izgubljene tjelesne mase. U tom slučaju, promatra se tko je do sada izgubio više kilograma te zbog lošijeg rezultata Marie, ona napušta show. 
Epizoda 34, 20. prosinca 2023. – Trening. Izazov 13: "Veslanjem do slike". Nagrada je 1 kg prednosti na idućem vaganju, a osvaja ju Goran.  
Epizoda 35, 26. prosinca 2023. – Dolazak starih kandidata kao potpora kandidatima. Trening. Vaganje. O eliminaciji odlučuje žuta linija i glasovanje između tri najlošija kandidata.  
Epizoda 36, 27. prosinca 2023. – Nastavak vaganja. Ispod žute linije nalaze se Jure (+0,1), Silvija (–1,3) i Martin (–1,4). Najviše glasova kandidata dobiva Jure te on kao deseti kandidat napušta show. Trening.
Epizoda 37, 2. siječnja 2024. – Izazov 14: "Nosi svoje kilograme 3 km". Nagrada je prednost na vaganju u obliku dvostrukog postotka gubitka tjelesne mase u zadnjem ciklusu. Nagradu je osvojio Goran. Konzultacije s nutricionisticom Martinom o uspjehu tijekom televizijskog emitiranja. Trening.
Epizoda 38, 3. siječnja 2024. – Nakon 190 treninga i 99 dana boravka u kući, održano je posljednje vaganje prije finala sezone. U konkurenciji za glavnog pobjednika nalaze se četiri kandidata koji su tijekom cijelog boravka u kući izgubili najveći postotak ukupne tjelesne mase: Nina (–31,3 %), Goran (–28,9 %), Mislav Š. (–27,7 %) te Silvija (–27,6 %). Mislav V., Dajana i Martin nalaze se ispod crvene linije no još jedna osoba postat će peti finalist sezone, što će biti otkriveno u finalnoj epizodi.
Epizoda 39 – finale, 4. siječnja 2024. – Izazov 15: "Put do zlatne ulaznice". U njemu sudjeluju tri preostala kandidata koji su se nalazili ispod crvene linije. Mislav V. pobjeđuje u posljednjem izazovu te se priključuje u utrci za glavnu nagradu među finalistima. Završno vaganje nakon 14 tjedan boravka u kući te 11 tjedana izvan kuće. Glavni pobjednik sezone s 46,1 % izgubljene tjelesne mase je Mislav Šepić, a pobjednik iz konkurencije nefinalista je Pero Jukić s 36,5 % izgubljene tjelesne mase. 

## Kilogrami i eliminacija
| Ime       | Prvo vaganje | Tjedan (u timovima) | Tjedan (u timovima) | Tjedan (u timovima) | Tjedan (u timovima) | Tjedan (u timovima) | Tjedan (u timovima) | Tjedan (u timovima) | Tjedan (u timovima) | Tjedan (u timovima) | Tjedan (u timovima) | Pregled      | Pregled      | Tjedan (bez timova) | Tjedan (bez timova) | Tjedan (bez timova) | Tjedan (bez timova) | Tijekom emitiranja | Tijekom emitiranja | Finalno vaganje    | Finalno vaganje    | Finalno vaganje    |
| Ime       | Prvo vaganje | 1                   | 2                   | 3                   | 4                   | 5                   | 6                   | 7                   | 8                   | 9                   | 10                  | Ime          | –Kg          | 11                  | 12                  | 13                  | 14                  | –Kg                | %                  | Kg                 | –Kg                | %                  |
| --------- | ------------ | ------------------- | ------------------- | ------------------- | ------------------- | ------------------- | ------------------- | ------------------- | ------------------- | ------------------- | ------------------- | ------------ | ------------ | ------------------- | ------------------- | ------------------- | ------------------- | ------------------ | ------------------ | ------------------ | ------------------ | ------------------ |
| Mislav Š. | 171,0        | 166,3               | 164,1               | 160,6               | 157,8               | 153,2               | 150,6               | 148,0               | 145,5               | 141,2               | 138,1               | Mislav Š.    | 138,1        | 134,2               | 131,2               | 127,4               | 123,7               | –47,3              | –27,7 %            | 92,2               | –78,8              | –46,1 %            |
| Goran     | 155,9        | 149,9               | 144,8               | 139,6               | 140,2               | 134,6               | 132,7               | 129,7               | 130,1               | 124,1               | 121,2               | Goran        | 121,2        | 118,6               | 116,6               | 113,4               | 112,1               | –43,8              | –28,1 %            | 84,4               | –71,5              | –45,9 %            |
| Nina      | 136,2        | 130,8               | 127,1               | 123,8               | 120,5               | 117,2               | 115,2               | 112,9               | 111,2               | 106,7               | 104,1               | Nina         | 104,1        | 102,1               | 101,0               | 96,5                | 93,6                | –42,6              | –31,3 %            | 73,9               | –62,3              | –45,7 %            |
| Silvija   | 129,1        | 126,4               | 121,9               | 118,7               | 117,4               | 112,7               | 111,1               | 108,7               | 107,1               | 104,1               | 101,8               | Silvija      | 101,8        | 102,7               | 97,8                | 96,5                | 93,5                | –35,6              | –27,6 %            | 72,3               | –56,8              | –44,0 %            |
| Mislav V. | 213,5        | 207,8               | 202,3               | 198,6               | 195,8               | 190,6               | 186,6               | 184,2               | 184,9               | 177,7               | 174,4               | Mislav V.    | 174,4        | 171,3               | 168,0               | 161,2               | 158,4               | –55,1              | –25,8 %            | 124,6              | –88,9              | –41,6 %            |
| Dajana    | 176,8        | 171,2               | 169,6               | 165,7               | 163,2               | 159,7               | 154,3               | 150,9               | 148,5               | 144,8               | 142,7               | Dajana       | 142,7        | 140,1               | 137,6               | 134,7               | 131,5               | –45,3              | –25,6 %            | 115,6              | –61,2              | –34,6 %            |
| Martin    | 161,0        | 157,2               | 154,1               | 150,5               | 148,3               | 143,7               | 141,4               | 139,5               | 136,8               | 132,7               | 130,7               | Martin       | 130,7        | 128,6               | 126,5               | 124,7               | 121,4               | –39,6              | –24,6 %            | 112,0              | –49,0              | –30,4 %            |
| Jure      | 144,8        | 139,2               | 136,4               | 133,0               | 130,4               | 126,7               | 124,6               | 122,7               | 121,5               | 117,9               | 115,9               | Jure         | 115,9        | 113,9               | 111,9               | 112,0               | eliminiran/a        | –32,8              | –22,7 %            | 97,7               | –47,1              | –32,5 %            |
| Marie     | 117,9        | 115,5               | 113,4               | 110,9               | 109,6               | 107,0               | 105,7               | 104,4               | 102,4               | 100,0               | 99,0                | Marie        | 99,0         | 98,6                | 97,5                | eliminiran/a        | eliminiran/a        | –20,4              | –17,3 %            | 88,1               | –29,8              | –25,3 %            |
| Pero      | 180,5        | 172,8               | 168,2               | 164,4               | 161,0               | 156,3               | 153,2               | 149,5               | 147,5               | 144,4               | 139,3               | Pero         | 139,3        | 138,1               | eliminiran/a        | eliminiran/a        | eliminiran/a        | –42,4              | –23,5 %            | 114,6              | –65,9              | –36,5 %            |
| Marsela   | 173,9        | 170,4               | 167,8               | 165,4               | eliminiran/a        | eliminiran/a        | eliminiran/a        | 158,3               | 156,2               | 152,0               | 151,9               | eliminiran/a | eliminiran/a | eliminiran/a        | eliminiran/a        | eliminiran/a        | eliminiran/a        | –42,4              | –23,5 %            | 127,3              | –46,6              | –26,8 %            |
| Krunoslav | 202,8        | 197,1               | 193,7               | 188,8               | 185,2               | 181,0               | 176,3               | 173,1               | 173,1               | 168,7               | eliminiran/a        | eliminiran/a | eliminiran/a | eliminiran/a        | eliminiran/a        | eliminiran/a        | eliminiran/a        | –34,1              | –16,8 %            | nije sudjelovao/la | nije sudjelovao/la | nije sudjelovao/la |
| Ljube     | 193,6        | 188,6               | 185,4               | 182,1               | 180,0               | 175,6               | 174,0               | 172,1               | eliminiran/a        | eliminiran/a        | eliminiran/a        | eliminiran/a | eliminiran/a | eliminiran/a        | eliminiran/a        | eliminiran/a        | eliminiran/a        | –21,5              | –11,1 %            | 144,3              | –49,3              | –25,5 %            |
| Leonardo  | 188,3        | 181,6               | 177,2               | 171,6               | 168,9               | 162,6               | 160,1               | eliminiran/a        | eliminiran/a        | eliminiran/a        | eliminiran/a        | eliminiran/a | eliminiran/a | eliminiran/a        | eliminiran/a        | eliminiran/a        | eliminiran/a        | –28,2              | –15,0 %            | 139,6              | –48,7              | –25,9 %            |
| Irena     | 169,9        | 164,5               | 162,0               | 158,6               | 155,7               | 153,3               | eliminiran/a        | eliminiran/a        | eliminiran/a        | eliminiran/a        | eliminiran/a        | eliminiran/a | eliminiran/a | eliminiran/a        | eliminiran/a        | eliminiran/a        | eliminiran/a        | –16,6              | –9,8 %             | 138,8              | –31,1              | –18,3 %            |
| Anđela    | 116,3        | 113,3               | 112,0               | 109,0               | 107,7               | eliminiran/a        | eliminiran/a        | eliminiran/a        | eliminiran/a        | eliminiran/a        | eliminiran/a        | eliminiran/a | eliminiran/a | eliminiran/a        | eliminiran/a        | eliminiran/a        | eliminiran/a        | –8,6               | –7,4 %             | nije sudjelovao/la | nije sudjelovao/la | nije sudjelovao/la |

## Tjedni gubitci kilograma
| Ime       | Tjedan (u timovima) | Tjedan (u timovima) | Tjedan (u timovima) | Tjedan (u timovima) | Tjedan (u timovima) | Tjedan (u timovima) | Tjedan (u timovima) | Tjedan (u timovima) | Tjedan (u timovima) | Tjedan (u timovima) | Pregled      | Pregled      | Tjedan (bez timova) | Tjedan (bez timova) | Tjedan (bez timova) | Tjedan (bez timova) | Tijekom emitiranja | Finalno vaganje    |
| Ime       | 1                   | 2                   | 3                   | 4                   | 5                   | 6                   | 7                   | 8                   | 9                   | 10                  | Ime          | –Kg          | 11                  | 12                  | 13                  | 14                  | Tijekom emitiranja | Finalno vaganje    |
| --------- | ------------------- | ------------------- | ------------------- | ------------------- | ------------------- | ------------------- | ------------------- | ------------------- | ------------------- | ------------------- | ------------ | ------------ | ------------------- | ------------------- | ------------------- | ------------------- | ------------------ | ------------------ |
| Mislav Š. | –4,7                | –2,2                | –3,5                | –2,8                | –4,6                | –2,6                | –2,6                | –1,7                | –4,3                | –3,1                | Mislav Š.    | –32,9        | –3,9                | –3,0                | –3,8                | –3,7                | –47,3              | –78,8              |
| Goran     | –6,0                | –5,1                | –5,2                | +0,6                | –5,6                | –1,9                | –3,0                | +0,4                | –6,0                | –2,9                | Goran        | –34,7        | –2,6                | –2,0                | –3,2                | –1,3                | –43,8              | –71,5              |
| Nina      | –5,4                | –3,7                | –3,3                | –3,3                | –3,3                | –2,0                | –2,3                | –1,7                | –4,5                | –2,6                | Nina         | –32,1        | –2,0                | –1,1                | –4,5                | –2,9                | –42,6              | –62,3              |
| Silvija   | –2,7                | –4,5                | –3,2                | –1,3                | –4,7                | –1,6                | –2,4                | –1,6                | –3,0                | –2,3                | Silvija      | –27,3        | +0,9                | –4,9                | –1,3                | –3,0                | –35,6              | –56,8              |
| Mislav V. | –5,7                | –5,5                | –3,7                | –2,8                | –5,2                | –4,0                | –2,4                | +0,7                | –7,2                | –3,3                | Mislav V.    | –39,1        | –3,1                | –3,3                | –6,8                | –2,8                | –55,1              | –88,9              |
| Dajana    | –5,6                | –1,6                | –3,9                | –2,5                | –3,5                | –5,4                | –3,4                | –2,4                | –3,7                | –2,1                | Dajana       | –34,1        | –2,6                | –2,5                | –2,9                | –3,2                | –45,3              | –61,2              |
| Martin    | –3,8                | –3,1                | –3,6                | –2,2                | –4,6                | –2,3                | –1,9                | –2,7                | –4,1                | –2,0                | Martin       | –30,3        | –2,1                | –2,1                | –1,8                | –3,3                | –39,6              | –49,0              |
| Jure      | –5,6                | –2,8                | –3,4                | –2,6                | –3,7                | –2,1                | –1,9                | –1,2                | –3,6                | –2,0                | Jure         | –28,9        | –2,0                | –2,0                | +0,1                | eliminiran/a        | –32,8              | –47,1              |
| Marie     | –2,4                | –2,1                | –2,5                | –1,3                | –2,6                | –1,3                | –1,3                | –2,0                | –2,4                | –1,0                | Marie        | –18,9        | –0,4                | –1,1                | eliminiran/a        | eliminiran/a        | –20,4              | –29,8              |
| Pero      | –7,7                | –4,6                | –3,8                | –3,4                | –4,7                | –3,1                | –3,7                | –2,0                | –3,1                | –5,1                | Pero         | –41,2        | –1,2                | eliminiran/a        | eliminiran/a        | eliminiran/a        | –42,4              | –65,9              |
| Marsela   | –3,5                | –2,6                | –2,4                | eliminiran/a        | eliminiran/a        | eliminiran/a        | –7,1                | –2,1                | –4,2                | –0,1                | eliminiran/a | eliminiran/a | eliminiran/a        | eliminiran/a        | eliminiran/a        | eliminiran/a        | –22,0              | –46,6              |
| Krunoslav | –5,7                | –3,4                | –4,9                | –3,6                | –4,2                | –4,7                | –3,2                | 0,0                 | –4,4                | eliminiran/a        | eliminiran/a | eliminiran/a | eliminiran/a        | eliminiran/a        | eliminiran/a        | eliminiran/a        | –34,1              | nije sudjelovao/la |
| Ljube     | –5,0                | –3,2                | –3,3                | –2,1                | –4,4                | –1,6                | –1,9                | eliminiran/a        | eliminiran/a        | eliminiran/a        | eliminiran/a | eliminiran/a | eliminiran/a        | eliminiran/a        | eliminiran/a        | eliminiran/a        | –21,5              | –49,3              |
| Leonardo  | –6,7                | –4,4                | –5,6                | –2,7                | –6,3                | –2,5                | eliminiran/a        | eliminiran/a        | eliminiran/a        | eliminiran/a        | eliminiran/a | eliminiran/a | eliminiran/a        | eliminiran/a        | eliminiran/a        | eliminiran/a        | –28,2              | –48,7              |
| Irena     | –5,4                | –2,5                | –3,4                | –2,9                | –2,4                | eliminiran/a        | eliminiran/a        | eliminiran/a        | eliminiran/a        | eliminiran/a        | eliminiran/a | eliminiran/a | eliminiran/a        | eliminiran/a        | eliminiran/a        | eliminiran/a        | –16,6              | –31,1              |
| Anđela    | –3,0                | –1,3                | –3,0                | –1,3                | eliminiran/a        | eliminiran/a        | eliminiran/a        | eliminiran/a        | eliminiran/a        | eliminiran/a        | eliminiran/a | eliminiran/a | eliminiran/a        | eliminiran/a        | eliminiran/a        | eliminiran/a        | –8,6               | nije sudjelovao/la |

## Gubitak kilograma u postotcima u odnosu na prethodno vaganje
| Ime       | Tjedan (u timovima) | Tjedan (u timovima) | Tjedan (u timovima) | Tjedan (u timovima) | Tjedan (u timovima) | Tjedan (u timovima) | Tjedan (u timovima) | Tjedan (u timovima) | Tjedan (u timovima) | Tjedan (u timovima) | Pregled      | Pregled      | Tjedan (bez timova) | Tjedan (bez timova) | Tjedan (bez timova) | Tjedan (bez timova) | Tijekom emitiranja | Finalno vaganje    |
| Ime       | 1                   | 2                   | 3                   | 4                   | 5                   | 6                   | 7                   | 8                   | 9                   | 10                  | Ime          | %            | 11                  | 12                  | 13                  | 14                  | Tijekom emitiranja | Finalno vaganje    |
| --------- | ------------------- | ------------------- | ------------------- | ------------------- | ------------------- | ------------------- | ------------------- | ------------------- | ------------------- | ------------------- | ------------ | ------------ | ------------------- | ------------------- | ------------------- | ------------------- | ------------------ | ------------------ |
| Mislav Š. | –2,7 %              | –1,3 %              | –2,1 %              | –1,7 %              | –2,9 %              | –2,6 %              | –1,7 %              | –1,7 %              | –3,0 %              | –2,2 %              | Mislav Š.    | –19,2 %      | –2,8 %              | –2,2 %              | –2,9 %              | –2,9 %              | 27,7 %             | –46,1 %            |
| Goran     | –3,8 %              | –3,4 %              | –3,6 %              | +0,4 %              | –4,0 %              | –1,9 %              | –2,3 %              | +0,3 %              | –4,6 %              | –2,3 %              | Goran        | –22,3 %      | –2,1 %              | –1,7 %              | –2,7 %              | –1,1 %              | 28,1 %             | –45,9 %            |
| Nina      | –4,0 %              | –2,8 %              | –2,6 %              | –2,7 %              | –2,7 %              | –2,0 %              | –2,0 %              | –1,5 %              | –4,0 %              | –2,4 %              | Nina         | –23,6 %      | –1,9 %              | –1,1 %              | –4,5 %              | –3,0 %              | 31,3 %             | –45,7 %            |
| Silvija   | –2,1 %              | –3,6 %              | –2,6 %              | –1,1 %              | –4,0 %              | –1,6 %              | –2,2 %              | –1,5 %              | –2,8 %              | –2,2 %              | Silvija      | –21,1 %      | +0,9 %              | –4,8 %              | –1,3 %              | –3,1 %              | 27,6 %             | –44,0 %            |
| Mislav V. | –2,7 %              | –2,6 %              | –1,8 %              | –1,4 %              | –2,7 %              | –4,0 %              | –1,3 %              | +0,4 %              | –3,9 %              | –1,9 %              | Mislav V.    | –18,3 %      | –1,8 %              | –1,9 %              | –4,0 %              | –1,7 %              | 25,8 %             | –41,6 %            |
| Dajana    | –3,2 %              | –0,9 %              | –2,3 %              | –1,5 %              | –2,1 %              | –5,4 %              | –2,2 %              | –1,6 %              | –2,5 %              | –1,5 %              | Dajana       | –19,3 %      | –1,8 %              | –1,8 %              | –2,1 %              | –2,4 %              | 25,6 %             | –34,6 %            |
| Martin    | –2,4 %              | –2,0 %              | –2,3 %              | –1,5 %              | –3,1 %              | –2,3 %              | –1,3 %              | –1,9 %              | –3,0 %              | –1,5 %              | Martin       | –18,8 %      | –1,6 %              | –1,6 %              | –1,4 %              | –2,6 %              | 24,6 %             | –30,4 %            |
| Jure      | –3,9 %              | –2,0 %              | –2,5 %              | –2,0 %              | –2,8 %              | –2,1 %              | –1,5 %              | –1,0 %              | –3,0 %              | –1,7 %              | Jure         | –20,0 %      | –1,7 %              | –1,8 %              | +0,1 %              | eliminiran/a        | –22,7 %            | –32,5 %            |
| Marie     | –2,0 %              | –1,8 %              | –2,2 %              | –1,2 %              | –2,4 %              | –1,3 %              | –1,2 %              | –1,9 %              | –2,3 %              | –1,0 %              | Marie        | –16,0 %      | –0,4 %              | –1,1 %              | eliminiran/a        | eliminiran/a        | –17,3 %            | –25,3 %            |
| Pero      | –4,3 %              | –2,7 %              | –2,3 %              | –2,1 %              | –2,9 %              | –3,1 %              | –2,4 %              | –1,3 %              | –2,1 %              | –3,5 %              | Pero         | –22,8 %      | –0,9 %              | eliminiran/a        | eliminiran/a        | eliminiran/a        | –23,5 %            | –36,5 %            |
| Marsela   | –2,0 %              | –1,5 %              | –1,4 %              | eliminiran/a        | eliminiran/a        | eliminiran/a        | –4,3 %              | –1,3 %              | –2,7 %              | –0,1 %              | eliminiran/a | eliminiran/a | eliminiran/a        | eliminiran/a        | eliminiran/a        | eliminiran/a        | –12,7 %            | –26,8 %            |
| Krunoslav | –2,8 %              | –1,7 %              | –2,5 %              | –1,9 %              | –2,4 %              | –4,7 %              | –1,8 %              | 0,0 %               | –2,5 %              | eliminiran/a        | eliminiran/a | eliminiran/a | eliminiran/a        | eliminiran/a        | eliminiran/a        | eliminiran/a        | –16,8 %            | nije sudjelovao/la |
| Ljube     | –2,6 %              | –1,7 %              | –1,8 %              | –1,2 %              | –2,4 %              | –1,6 %              | –1,1 %              | eliminiran/a        | eliminiran/a        | eliminiran/a        | eliminiran/a | eliminiran/a | eliminiran/a        | eliminiran/a        | eliminiran/a        | eliminiran/a        | –11,1 %            | –25,5 %            |
| Leonardo  | –3,6 %              | –2,4 %              | –3,2 %              | –1,6 %              | –3,7 %              | –2,5 %              | eliminiran/a        | eliminiran/a        | eliminiran/a        | eliminiran/a        | eliminiran/a | eliminiran/a | eliminiran/a        | eliminiran/a        | eliminiran/a        | eliminiran/a        | –15,0 %            | –25,9 %            |
| Irena     | –3,2 %              | –2,5 %              | –2,1 %              | –1,8 %              | –1,5 %              | eliminiran/a        | eliminiran/a        | eliminiran/a        | eliminiran/a        | eliminiran/a        | eliminiran/a | eliminiran/a | eliminiran/a        | eliminiran/a        | eliminiran/a        | eliminiran/a        | –9,8 %             | –18,3 %            |
| Anđela    | –2,6 %              | –1,1 %              | –2,7 %              | –1,2 %              | eliminiran/a        | eliminiran/a        | eliminiran/a        | eliminiran/a        | eliminiran/a        | eliminiran/a        | eliminiran/a | eliminiran/a | eliminiran/a        | eliminiran/a        | eliminiran/a        | eliminiran/a        | –7,4 %             | nije sudjelovao/la |

## Službena stranica i društvene mreže
- Službena stranica
- Snimke emisija na streaming portalu Voyo.hr
- Službena Facebook stranica